# Craquelé-eczeem
Craquelé-eczeem (EC, van het Engelse eczema craquelé) ook wel asteatotisch eczeem genoemd, is een huidaandoening die gekenmerkt wordt door een droge, schilferige huid, die voornamelijk bij ouderen voorkomt. Het kan groot ongemak veroorzaken door pijn en jeuk in de aangedane lichaamsdelen.

## Ontstaan en symptomen
Craquelé-eczeem treft men voornamelijk aan op de schenen. Aanvankelijk is de huid droog en kwetsbaar. Geleidelijk vertoont de huid meer tekenen van eczeem; schilfering en roodheid. Na verloop van tijd ontstaan er kloofjes, als die zich uitbreiden vertoont de huid het typische craquelépatroon. In een later stadium zijn ook de bovenarmen, bovenbenen en onderrug aangedaan. Bij ernstiger, gegeneraliseerde gevallen breidt het craquelé-eczeem zich uit over de gehele romp en ledematen. Dit kan een teken zijn dat er sprake is van een onderliggende maligniteit (kanker).
Factoren die bijdragen aan het ontstaan van craquelé-eczeem zijn een van nature droge huid en een neiging tot makkelijk beschadigen van de huid. Onderliggende processen die bijdragen aan de aandoening zijn, vermindering van het watervasthoudende vermogen van de hoornlaag, ontvetting van de huid door schoonmaak- of oplosmiddelen, heet baden, scrubben, te hard afdrogen, lage luchtvochtigheid en droge, koude wind. Herhaaldelijke beschadiging van de huid kan leiden tot ontstekingen en de water-vet balans van de huid verder verstoren.
Craquelé-eczeem wordt meestal aangetroffen bij ouderen en wordt vaak pas vastgesteld als ze in een ziekenhuis of instelling worden opgenomen. Veelvuldig is er sprake van een sociaal isolement en een slechte algehele gezondheid.

## Behandeling
Men kan EC behandelen met dermatocorticosteroïden die de ontsteking verminderen. Vette neutrale crèmes en zalven verbeteren de globale ernst van het eczeem. Crèmes die ureum of glycerol bevatten, helpen tegen uitdroging. Antihistaminica tegen de jeuk zijn vaak niet zo effectief.

## EC en kanker
Bepaalde vormen van EC lijken geassocieerd te zijn met kanker. Bij een onderzoek naar dit verband werd bij 47% van de patiënten met EC een vorm van kanker vastgesteld. Men kon typische verschillen vinden in de symptomen van het EC bij patiënten met een kwaadaardige tumor en patiënten zonder kanker. Kenmerkende eigenschappen die verband hielden met de aanwezigheid van kanker: EC over grote delen van het lichaam (met name de romp), EC die niet meer reageerde op behandeling met corticosteroïden en diepe, rode, ontstoken kloven en scheurtjes.
In een aantal kleinere studies werd al eerder gewezen op een mogelijk verband tussen EC en kanker.